# Bayandelger, Töv
Bayandelger (tiếng Mông Cổ: Баяндэлгэр) là một sum của tỉnh Töv ở Mông Cổ. Vào năm 2007, dân số của sum là 1.165 người.

## Lịch sử
Sum được thành lập vào năm 1923, khi đó mang tên Gün và là một phần của kỳ Darkhan Khoshoi Chin Wang Puntsogtsereng thuộc tỉnh Tüsheet Khan. Năm 1924 nó được đổi tên thành Batdelger uulyn. Năm 1956, khu vực này được chia thành hai sum Bayan và Erdene. Sum Bayandelger được tái lập ba năm sau đó.

## Địa lý
Sum có diện tích khoảng 2.200 km2. Trung tâm sum, Bayandelger, nằm cách tỉnh lỵ Zuunmod 100 km và thủ đô Ulaanbaatar 110 km.

### Khí hậu
Bayandelger có khí hậu cận Bắc Cực. Nhiệt độ trung bình hàng năm trong khu vực là 2 °C. Tháng ấm nhất là tháng 6, khi nhiệt độ trung bình là 24 °C và lạnh nhất là tháng 1, với −24 °C. Lượng mưa trung bình hàng năm là 351 mm. Tháng ẩm ướt nhất là tháng 7, với lượng mưa trung bình là 88 mm, và khô nhất là tháng 2, với 4 mm.

## Kinh tế
Sum có một trường học, bệnh viện, trung tâm thương mại, nhà văn hóa và nhà nghỉ. Năm 2004, Bayandelger có 64.000 đầu gia súc, trong đó có 19.000 con dê, 35.000 con cừu, 3.500 con bò, 6900 con ngựa và 71 con lạc đà.

## Người nổi tiếng
- Dashdorjiin Natsagdorj[2] - nhà thơ và nhà văn